# Vier Türme (Koblenz)

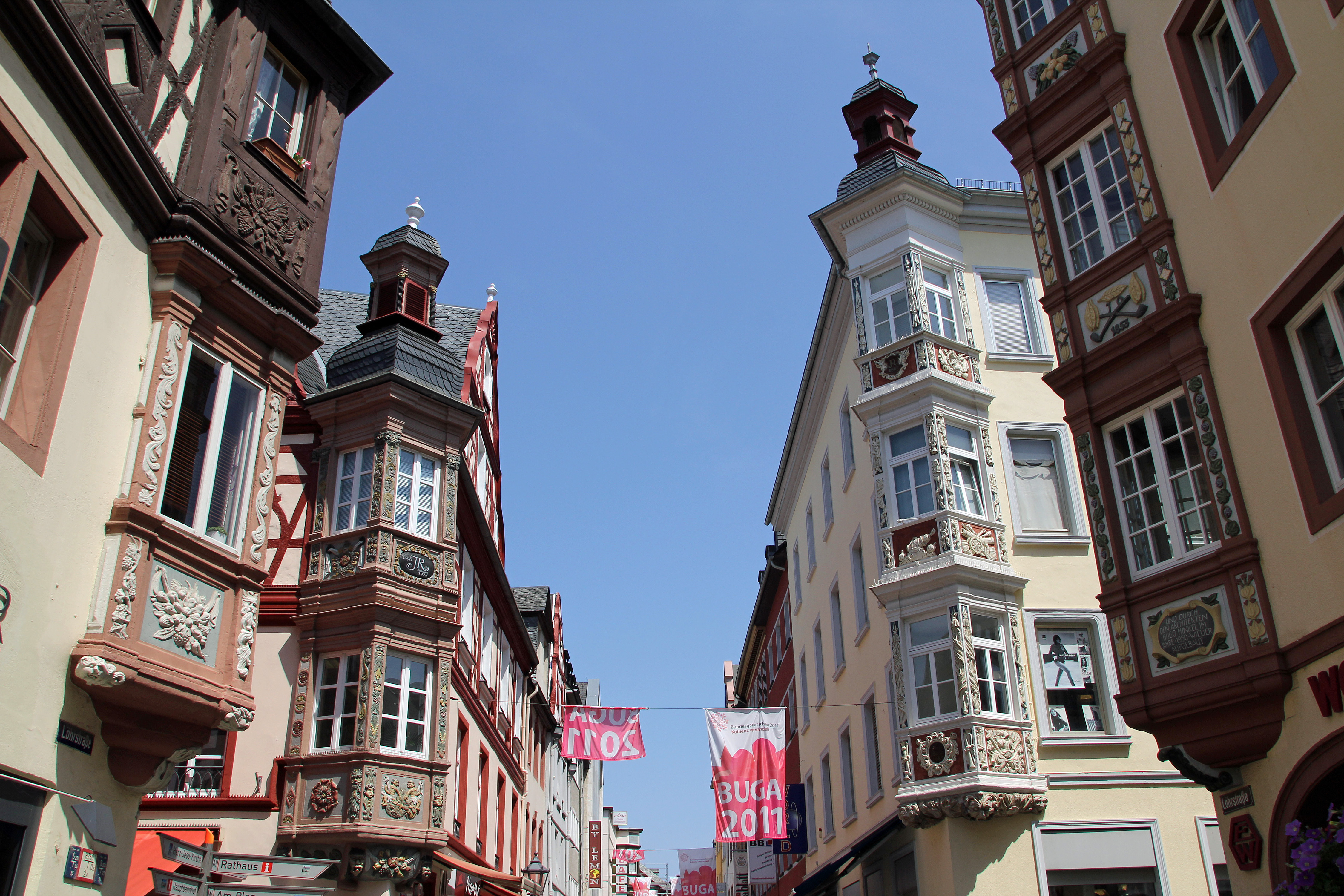
Die Vier Türme in der Altstadt von Koblenz

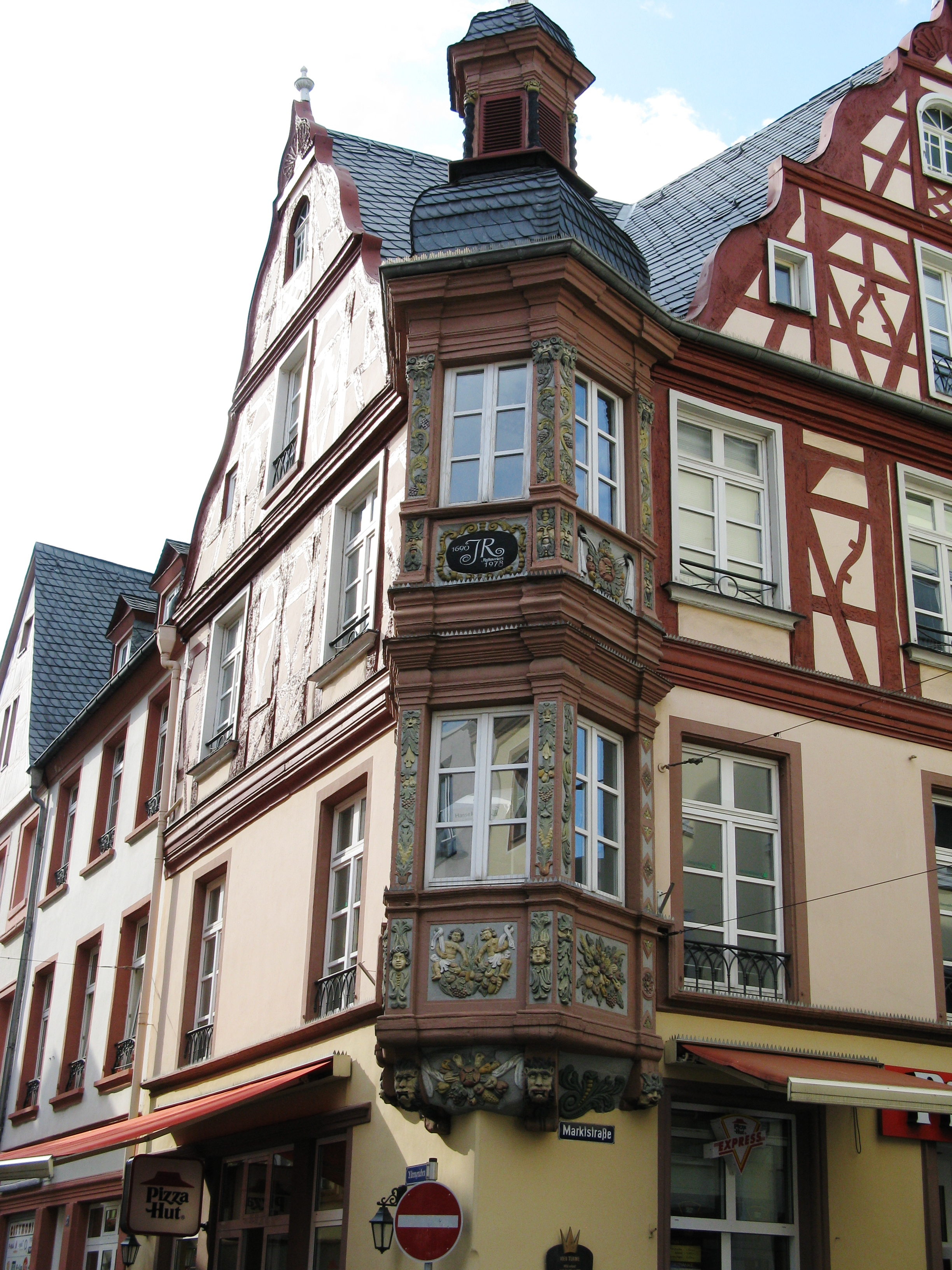
Der Erker Marktstraße 1 in Koblenz, einer der Vier Türme

Die Vier Türme in Koblenz sind ein Ensemble von vier historischen Gebäuden in der Altstadt an der Kreuzung der Straßen Am Plan – Löhrstraße – Altengraben – Marktstraße. Der Name Vier Türme leitet sich von einem an jedem Haus angebrachten, reich verzierten Erker ab.

## Geschichte
Die Vorgängerbauten der späteren Vier Türme entstanden 1608. Sie fielen 1688 allesamt den Zerstörungen des Pfälzischen Erbfolgekriegs zum Opfer.
Die vier Gebäude des heutigen Ensembles entstanden:
- Am Plan 2: 1692 (1944 zerstört, 1950 Wiederaufbau)
- Löhrstraße 2: 1691 (1944 beschädigt, 1960 Wiederherstellung)
- Marktstraße 1: 1690
- Marktstraße 2: 1689 (1944 zerstört, 1949/50 Wiederaufbau)

Alle vier Gebäude waren vermutlich eine Arbeit des Hofbaumeisters Johann Christoph Sebastiani. Baugeschichtlich sind die Häuser an den Übergang von der Renaissance zum Barock einzuordnen.

### Das Haus Am Plan 2
Das Gebäude Am Plan 2 wurde 1692 wieder aufgebaut. Das ursprünglich dreigeschossige Haus erhielt 1863 ein weiteres Stockwerk. 1944 zerstört, wurde das Gebäude samt dreistöckigem Erker 1950 in vereinfachter Form wieder errichtet, wobei im Erdgeschoss Arkaden hinzugefügt wurden. Laut Inschrift am Erker hieß das Haus Zum grünen Baum. Heute befindet sich in diesem Gebäude ein Zigarrengeschäft.

### Das Haus Löhrstraße 2
Das Gebäude Löhrstraße 2 wurde 1691 wieder aufgebaut. Das dreigeschossige Haus ist im unteren Bereich verputzt, im oberen Stockwerk und in den Giebeln Sichtfachwerk. Der zweigeschossige Erker ist reich verziert und besteht als einziger des Ensembles im oberen Teil ebenfalls aus Fachwerk. 1944 wurden bei den Luftangriffen auf Koblenz Giebel und Dach erheblich beschädigt, 1960 erfolgte schließlich die Wiederherstellung. Das Zu St. Petrus genannte Haus beherbergte von 1730 bis in die 2000er Jahre eine Apotheke. Heute befindet sich in diesem Gebäude ein Juwelier.

### Das Haus Marktstraße 1
Das Gebäude Marktstraße 1 wurde 1690 wieder aufgebaut. Das dreigeschossige Haus ist im unteren Bereich verputzt, im oberen Stockwerk und in den Giebeln Sichtfachwerk. Der zweigeschossige Erker ist ebenfalls reich verziert. Das Gebäude überstand die Bombardements des Zweiten Weltkriegs unbeschadet. Es wurde 1978 restauriert, worauf auch eine Inschrift am Erker hinweist (1690 JR / Restauriert 1978). Heute befindet sich in diesem Gebäude ein Schnellrestaurant.

### Das Haus Marktstraße 2
Das Gebäude Marktstraße 2 wurde vermutlich 1689 wieder aufgebaut. Hier befand sich ursprünglich die Hauptwache, worauf auch eine Gedenktafel am Gebäude hinweist, das Gebäude und der Erker wurden in der zweiten Hälfte des 19. Jahrhunderts um ein Stockwerk nach oben erweitert. Das viergeschossige Haus wurde 1944 vollständig zerstört und 1949/50 in vereinfachter Form wieder errichtet, wobei auch der dreigeschossige Erker wiederhergestellt wurde. 1954 gründet Artur Eierstock in diesem historischen Gebäude das in Koblenz bekannte Unternehmen „Teppichhaus Eierstock“. Heute befindet sich in diesem Gebäude eine Arztpraxis.

## Denkmalschutz
Die Vier Türme sind ein geschütztes Kulturdenkmal nach dem Denkmalschutzgesetz (DSchG) und in der Denkmalliste des Landes Rheinland-Pfalz eingetragen. Sie liegen in der Denkmalzone Vier Türme.
Seit 2002 sind die Vier Türme Teil des UNESCO-Welterbes Oberes Mittelrheintal. Des Weiteren sind sie ein geschütztes Kulturgut nach der Haager Konvention und mit dem blau-weißen Schutzzeichen gekennzeichnet.